# جرج گرین
جرج گرین (به انگلیسی: George Green) (زادهٔ ۱۴ ژوئیه ۱۷۹۳، درگذشت ۳۱ مه ۱۸۴۱) دانشمند بریتانیایی فیزیک - ریاضی و نویسندهٔ رساله‌ای بر کاربرد تحلیل ریاضی در نظریه‌های الکتریسیته و مغناطیس در سال ۱۸۲۸ است. وی در این کتاب چندین مفهوم مهم را توضیح می‌دهد، قضیه‌ای شبیه به قضیهٔ گرین که امروزه می‌شناسیم، تابع گرین و تابع پتانسیل که در فیزیک کاربرد دارد، همگی از آن جمله‌اند. گرین نخستین کسی بود که یک نظریهٔ ریاضی برای الکتریسیته و مغناطیس ارائه کرد و کار او پایه‌ای شد برای تلاشه‌ای بعدی دانشمندانی چون جیمز کلرک ماکسول، ویلیام تامسون و دیگر دانشمندان. کارهای گرین به موازات کارهای ریاضیدان پرآوازه، کارل فریدریش گاوس انجام شد. (نظریه پتانسیل)
زندگی او از این دید که برای یادگیری ریاضی هرگز آموزگاری نداشت و به تنهایی آن را فرا گرفت، بسیار درخور توجه‌است. او در شهر سنینتون که امروزه بخشی از ناتینگهام انگلستان است، به دنیا آمد و بیشتر عمر خود را نیز همان جا گذراند. وی در دوران جوانی، تنها یک سال، بین سال‌ها ۸ و ۹ سالگی، برای آموزش به مدرسه رفت. پدرش (که او هم جرج نام داشت) یک نانوا بود و صاحب یک آسیاب بادی که خود آن را ساخته بود و از آن برای آسیاب کردن دانه‌ها استفاده می‌کرد.

## جوانی
جورج گرین در دوران جوانی بسیار اهل شیطنت بود و تمایلی به کار کردن در نانوایی مانند پدرش نداشت. با این حال همان گونه که در آن دوران رایج بود او از ۵ سالگی کار می‌کرد و هزینهٔ زندگی اش را، خود فراهم می‌کرد.

### آکادمی رابرت گوداکر
می‌توان گفت تقریباً یک چهارم تا نیمی از بچه‌های ناتینگهام به مدرسه می‌رفتند. بیشتر مدرسه‌های آن دوران تنها یکشنبه‌ها باز بود و این مدرسه‌ها توسط کلیسا اداره می‌شد. بچه‌ها معمولاً یک تا دو سال به مدرسه می‌رفتند. جورج گرین جوان از هوشی بالاتر از میانگین هوش هم‌دوره‌ای‌هایش برخوردار بود و از سوی دیگر نانوایی آن‌ها درآمد کافی را برایشان فراهم می‌کرد. برای همین پدرش در مارس سال ۱۸۰۱ او را در آکادمی رابرت گوداکر نام‌نویسی کرد. در آن زمان این آکادمی از نظر علمی و آموزشی پیشرو و بسیار پرآوازه بود. آموزش‌های ریاضی در این آکادمی به جبر، مثلثات و لگاریتم محدود می‌شد برای همین گرین خیلی زود خسته شد و تنها پس از یک سال آن را رها کرد.

### جابجایی از ناتینگهام به سنینتون
در سال ۱۷۷۳ هنگامی که پدر گرین به ناتینگهام رفت، این شهر دارای جمعیت به اندازه و راه‌های پهن و فضاهای باز بود و به عنوان یک منطقهٔ شهری قابل قبول به آن نگاه می‌شد ولی تا سال ۱۸۳۱ جمعیت آن پنح برابر شده بود (به دلیل انقلاب صنعتی) و ناتینگهام به یکی از منطقه‌های پَست و پرجمعیت شهر تبدیل شده بود و گهگاه کارگران گرسنه آنجا شورش می‌کردند و معمولاً این شورش‌ها با دشمنی با نانوایان و آسیابانان همراه می‌شد چرا که آنان معتقد بودند که این گروه گندم و دانه‌های خوراکی را پیش خود پنهان می‌کنند تا قیمت غذا در منطقه را در دست خود بگیرند.

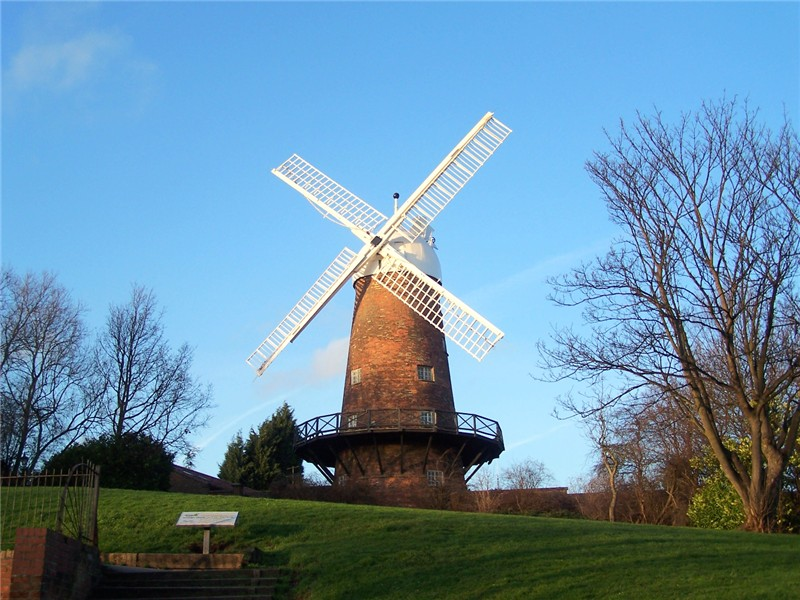
آسیاب بادی گرین

به همین دلیل‌ها بود که در سال ۱۸۰۷ جورج گرین پدر قطعه زمینی در سنینتون، شهری کوچک در یک مایلی ناتینگهام خرید و در آنجا یک «آسیاب بادی آجری مخزوطی شکل» ساخت. این آسیاب هم‌اکنون وجود دارد و از آن با نام آسیاب بادی گرین یاد می‌شود. در آن زمان این آسیاب از نظر سازه و شیوهٔ کار بسیار پیشرفته به شمار می‌رفت اما باید در تمام شبانه روز از آن نگهداری می‌شد و این کار به مسئولیت جورج گرین پسر در بیست سال آینده تبدیل گشت.

## بزرگسالی

### زندگی به عنوان آسیابان
مانند نانوایی، مسئولیت‌های نگهداری آسیاب بادی برای گرین بسیار طاقت فرسا و خسته کننده بود. برای نمونه او مجبور بود با توجه به سرعت باد آسیاب را کنترل کند تا در هنگام بادهای تند، آسیاب آسیب نبیند و در هنگام کم بودن باد، سرعت آن را بیشتر کند تا بتواند به موقع دانه‌ها را آسیاب کند. همچنین باید مراقب می‌بود تا به دلیل اصطکاک میان سنگ‌ها آسیاب آتش نگیرد یا سنگ‌های آن را به موقع عوض کند تا بیش از این ساییده نشود.

### زندگی خانوادگی
گرین در سال ۱۸۲۳ با جین اسمیت دختر ویلیام اسمیت که از سوی گرین پدر برای مدیریت آسیاب به کار گرفته شده بود، رابطه برقرار کرد. آن دو هرگز ازدواج نکردند ولی همه جین اسمیت را با نام جین گرین می‌شناختند و آن دو را زوج می‌دانستند. آن‌ها از ۷ فرزند برخوردار شدند که آخرین آن‌ها ۱۳ ماه پیش از مرگ گرین به دنیا آمد.

### عضویت در کتابخانهٔ ناتینگهام
گرین هنگامی که سی سال داشت به عضویت کتابخانهٔ ناتینگهام در آمد. این کتابخانه امروز نیز وجود دارد. کتابخانهٔ ناتینگهام در آن زمان تنها منبع دانش پیشرفتهٔ گرین در ریاضیات بود. این محل برخلاف بیشتر کتابخانه‌ها تنها برای افراد ویژه، نزدیک به صد نفر یا کمی بیشتر بود (در بالای فهرست مشترکان این کتابخانه نام دوک نیوکسل قرار داشت) و تلاش می‌کرد تا کتاب‌ها یا مجله‌های تخصصی مورد نیاز مشترکانش را فراهم کند و آن‌ها را راضی نگه دارد.

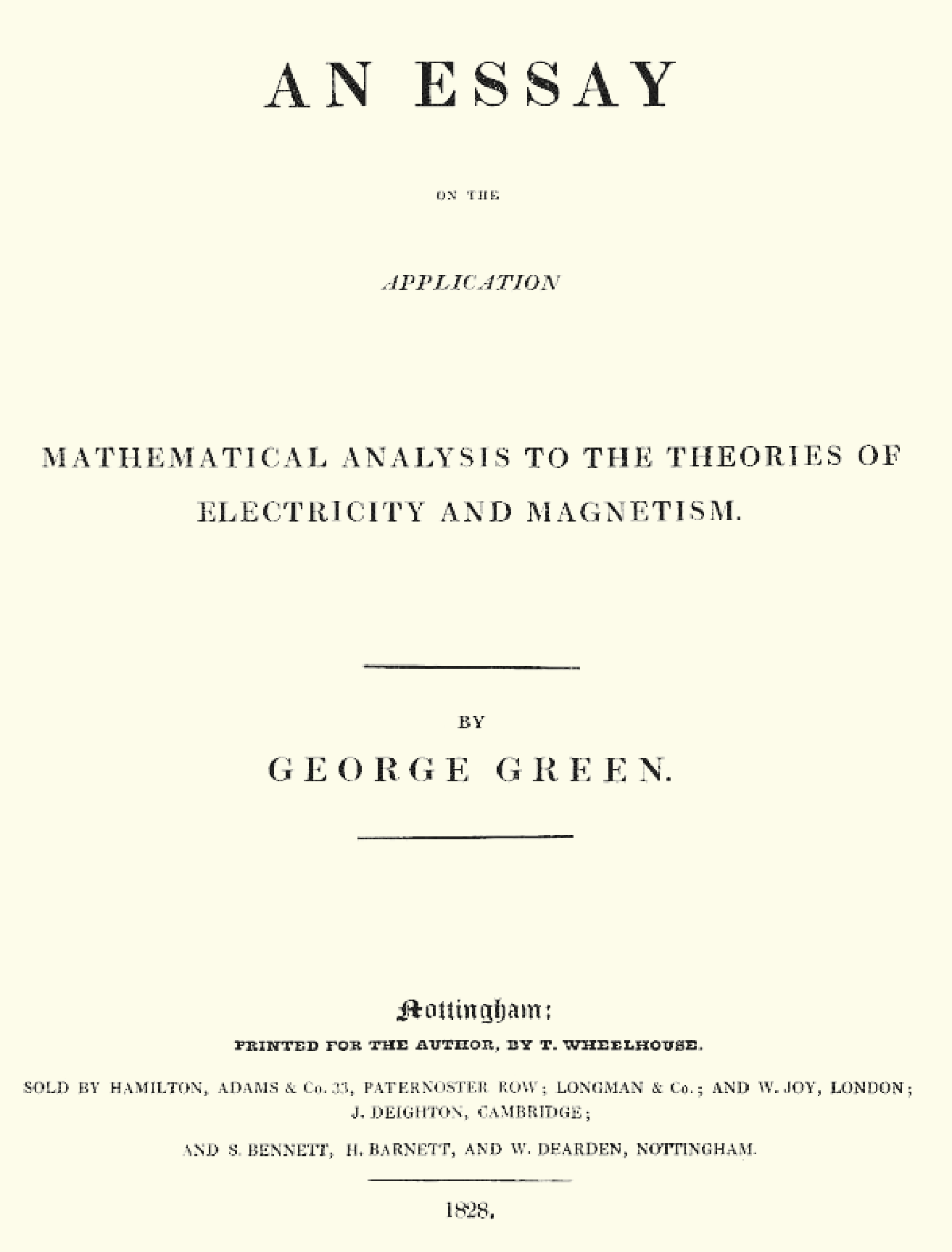
جلد ن-هٔ اصل نوشتهٔ گرین که امروزه آن را با نام قضیهٔ گرین می‌شناسیم. گرین آن را به صورت خصوصی و با هزینهٔ خودش منتشر کرد، او گمان می‌کرد چون تحصیلاتی در زمینهٔ ریاضی ندارد این کار او گستاخی دانسته خواهد شد.

### نوشتهٔ سال ۱۸۲۸
گرین در سال ۱۸۲۸ رسالهٔ خود بر کاربرد تحلیل ریاضی در نظریه‌های الکتریسیته و مغناطیس را منتشر کرد. امروزه بیشتر آوازهٔ گرین به دلیل همین نوشته‌است. گرین این نوشته را تنها به کسانی که نام‌نویسی کرده بودند فروخت که ۵۱ نفر بودند و بیشتر آنان دوستان خود او بودند و احتمالاً چیزی از نوشتهٔ او سر در نمی‌آوردند. زمین‌دار و ریاضی‌دان ثروتمند ادوارد برومهد یک ن-ه از نوشتهٔ گرین را خرید و او را تشویق کرد تا در زمینهٔ ریاضی بیشتر کار کند و کارش را ادامه دهد ولی گرین چون صداقت او را باور نداشت تا دو سال با او تماس نگرفت.

## سالهای آخر عمر و شهرت اخروی
در سال‌های آخر عمر در کمبریج، گرین کما بیش مریض شد و در سال ۱۹4۱ به سنیتون بازگشت و تنها یک سال بعد درگذشت. شایعاتی می گویند که او در کمبریج به الکل مبتلا شد و بعضی از حمایت کنندگان او از جمله سر ادوارد برومهد سعی کردند از او دوری کنند. 

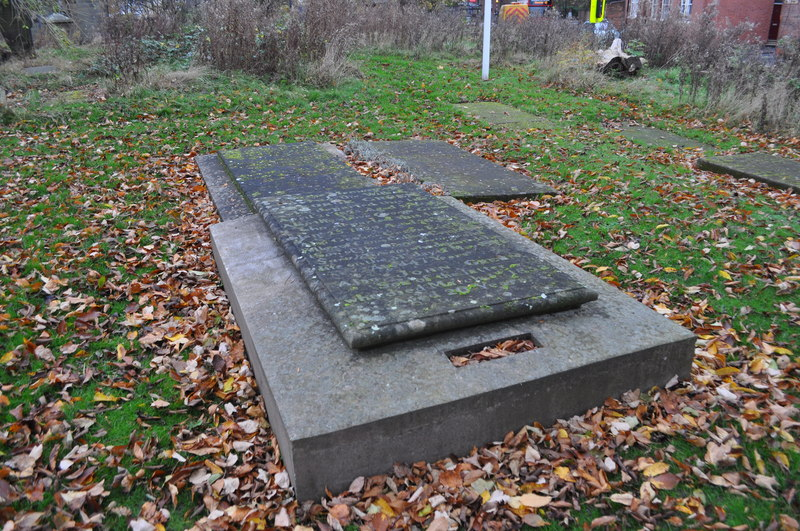
قبر گرین در کلیسای کنار آسیاب

کارهای گرین در جامعهٔ ریاضیات در زمان حیاتش شناخته شده نبودند. بغیر از خود گرین، اولین ریاضیدانی که از او یاد می‌کند رابرت مورفی (۱۸06-۱۸۴3)در کاری بسال ۱۸۳3 از او یاد می‌کند. در ۱۸۴۵ بعد از چهار سال که او به می‌میرد، ویلیام تامسون جوان (در 2۱ سالگی) که بعدها به لرد کلوین شناخته می‌شود کار گرین دوباره کشف می‌کند و آن را برای ریاضیات در آینده تبلیغ می‌کند و شهرت می بخشد. بر مبنای کتاب "جورج گرین" اثر دی ام کارنل، تامسون به ارجاع مقالهٔ گرین در کار مورفی توجه کرد ولی در پیدا کردن اصل مقاله مشکل داشت؛ او بالاخره کپی ای از مقالهٔ ۱۸2۸ گرین را از ویلیام هاپکینز در سال ۱۸۴۵ گرفت. گرین مرد بدون اینکه از شهرت پس از مرگش آگاه شود.
کار گرین در حرکت امواج در یک کانال، متد تقریب دابلیو-کی-بی (ونتزل-کرامرز-بریلوئین) را درمکانیک کوانتمی پیش‌بینی می‌کند در حالی که کار او در مورد امواج نوری و خواص اتر چیزی را تولید کرد که ما امروزه به نام تانسور کوشی-گرین می شناسیم. قضیه و توابع گرین در مکانیک کلاسیک ابزار مهمی اند و بوسیلهٔ شویینگر در مقالهٔ ۱۹4۸ او در مورد الکترودینامیک تجدیدنظر شدند که منتهی به جایزه ی نوبل برای او در سال ۱۹6۵ (به همراه فاینمن و تاموناگا) شد. بعدها، توابع گرین در زمینهٔ ابررسانایی نیز کارایی خود را به اثبات رساندند. در یک ملاقات به ناتینگهام اینشتن گفت که گرین 20 سال از زمان خود جلوتر بوده‌است.